# Pugilato ai III Giochi olimpici giovanili estivi
Le gare di pugilato ai II Giochi olimpici giovanili estivi sono state disputate al Parque Polideportivo Roca di Buenos Aires dal 14 al 18 ottobre 2018.

## Podi

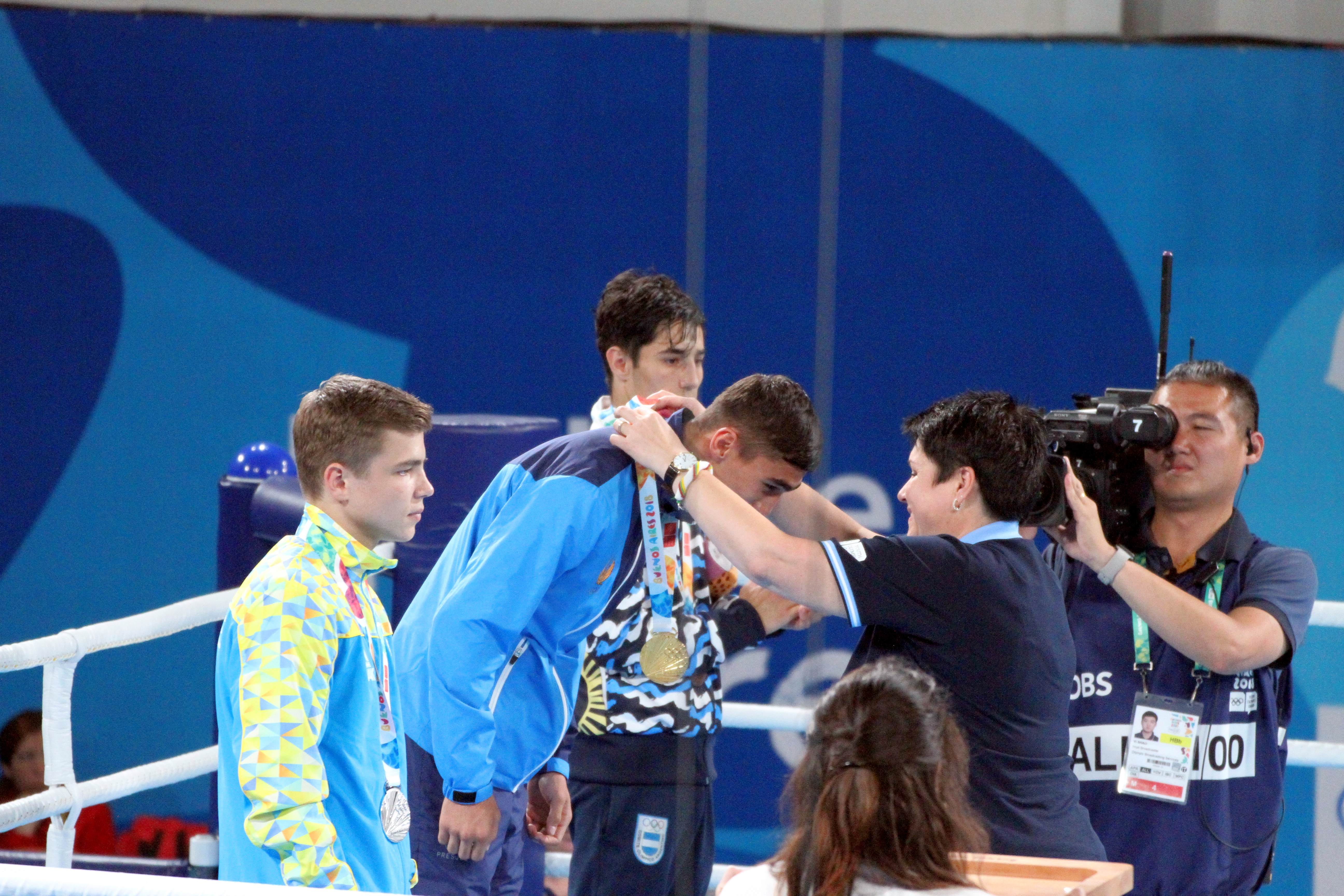
Boys' bantamweight Victory Ceremony

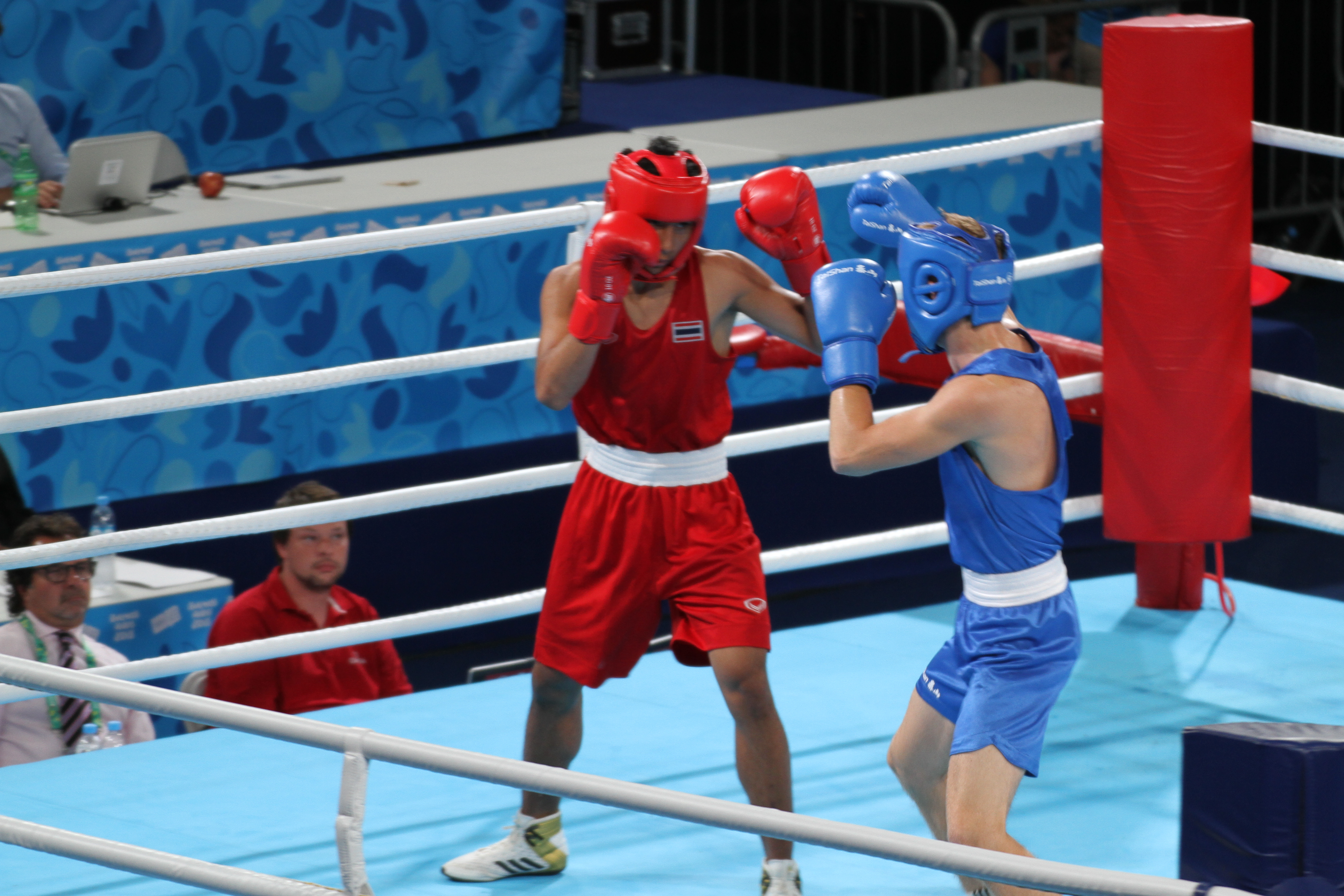
Boys' lightweight Gold Medal Bout

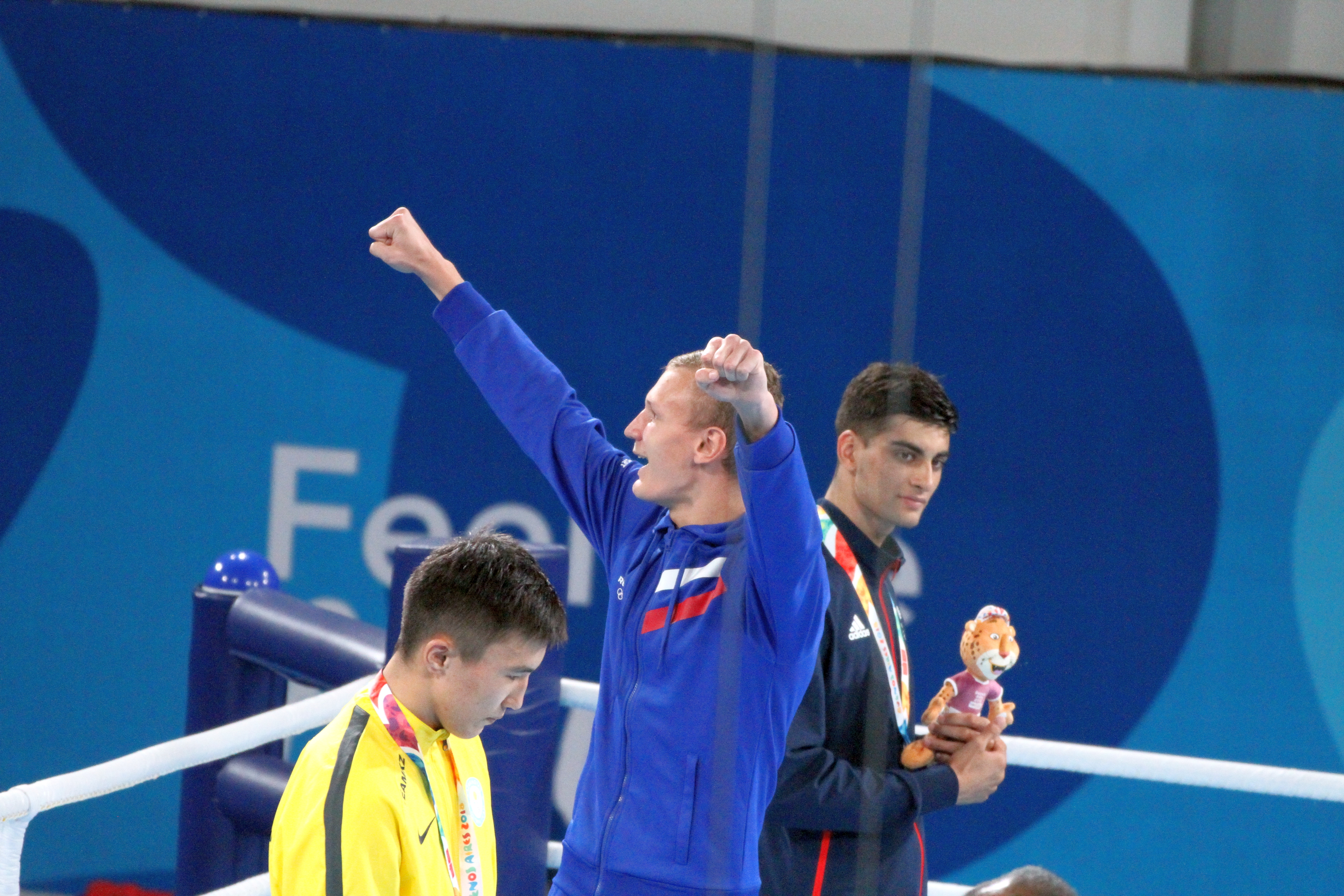
Boys' light welterweight Victory Ceremony

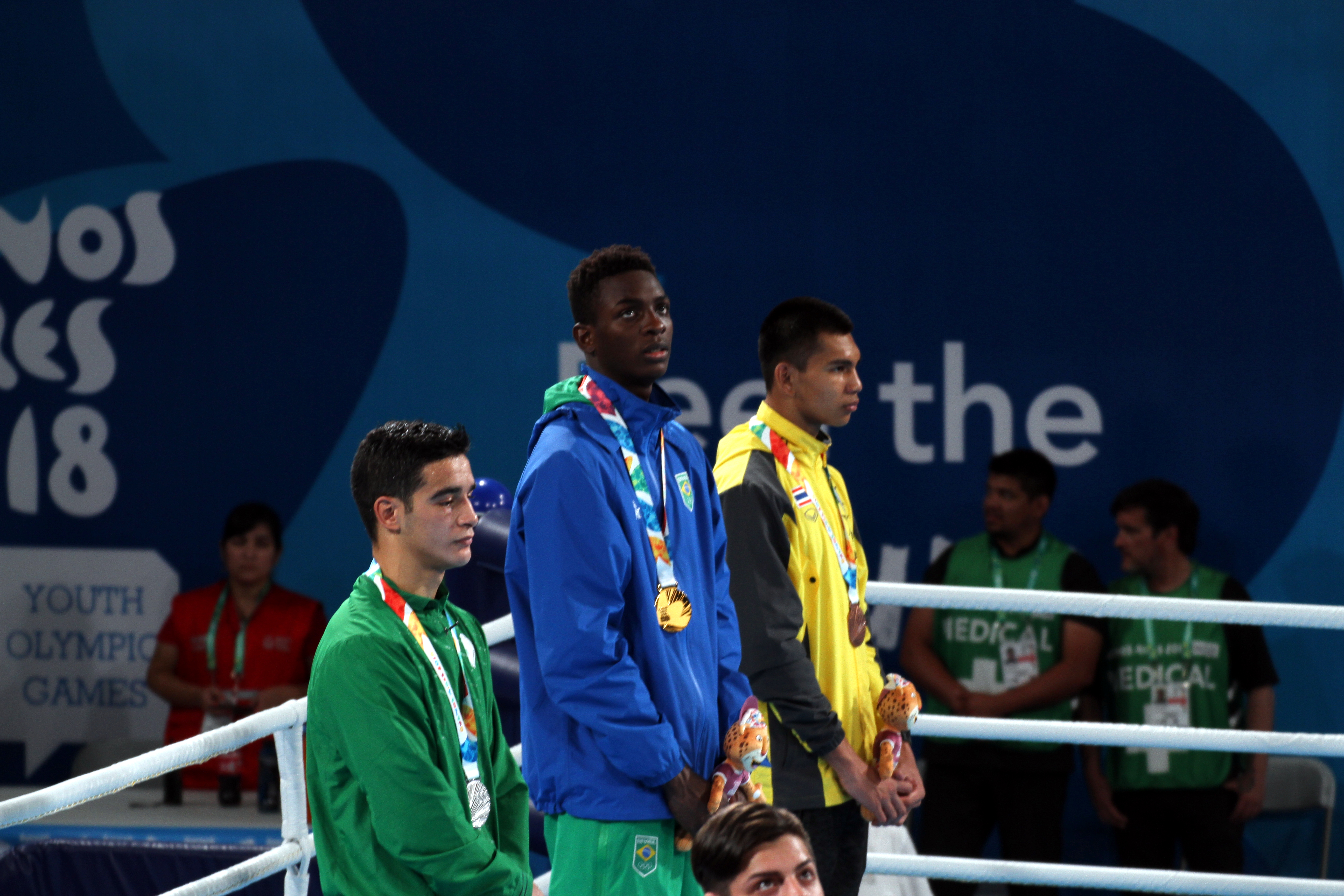
Boys' middleweight Victory Ceremony

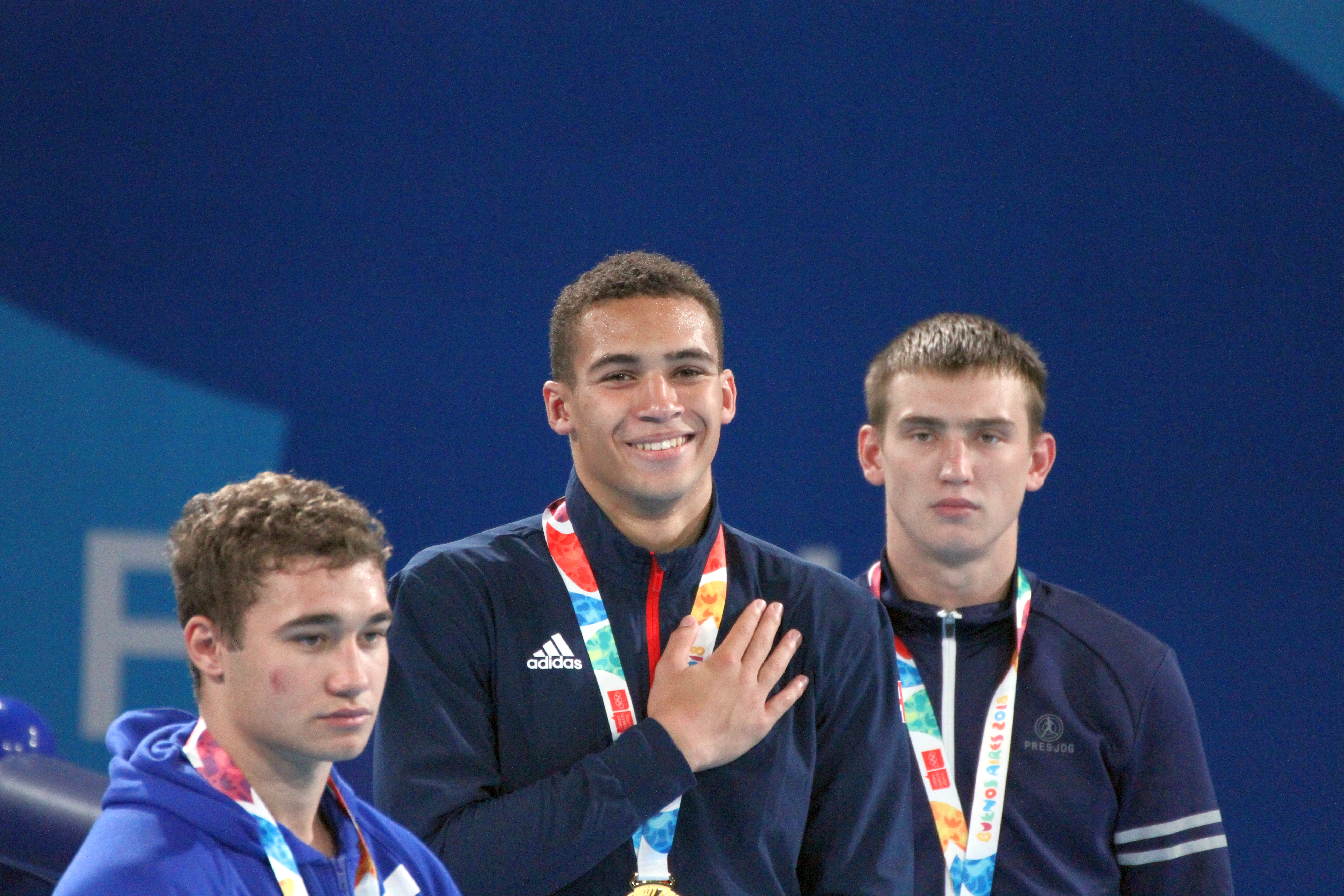
Boys' light heavyweight Victory Ceremony

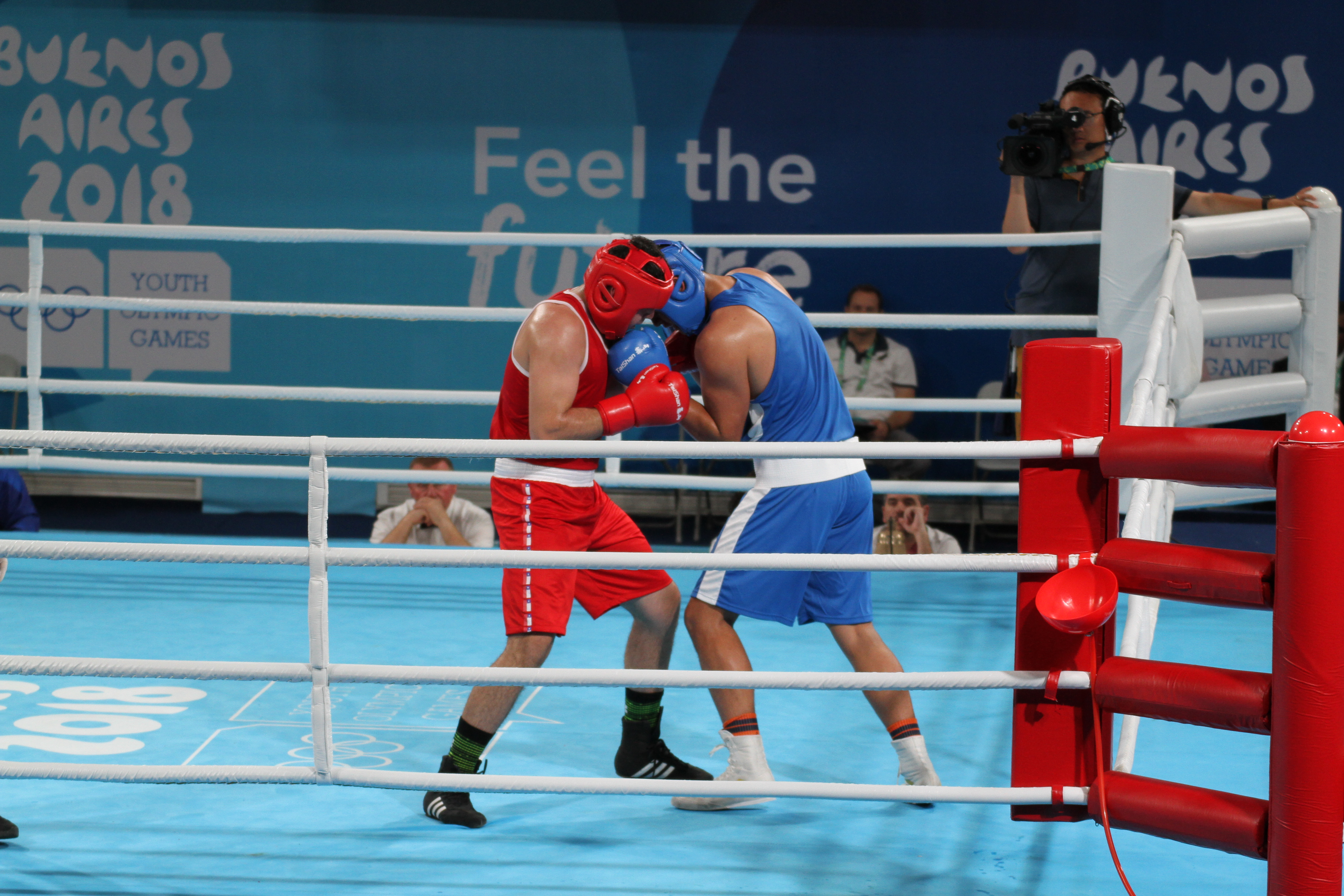
Boys' heavyweight Bout for 5th Place

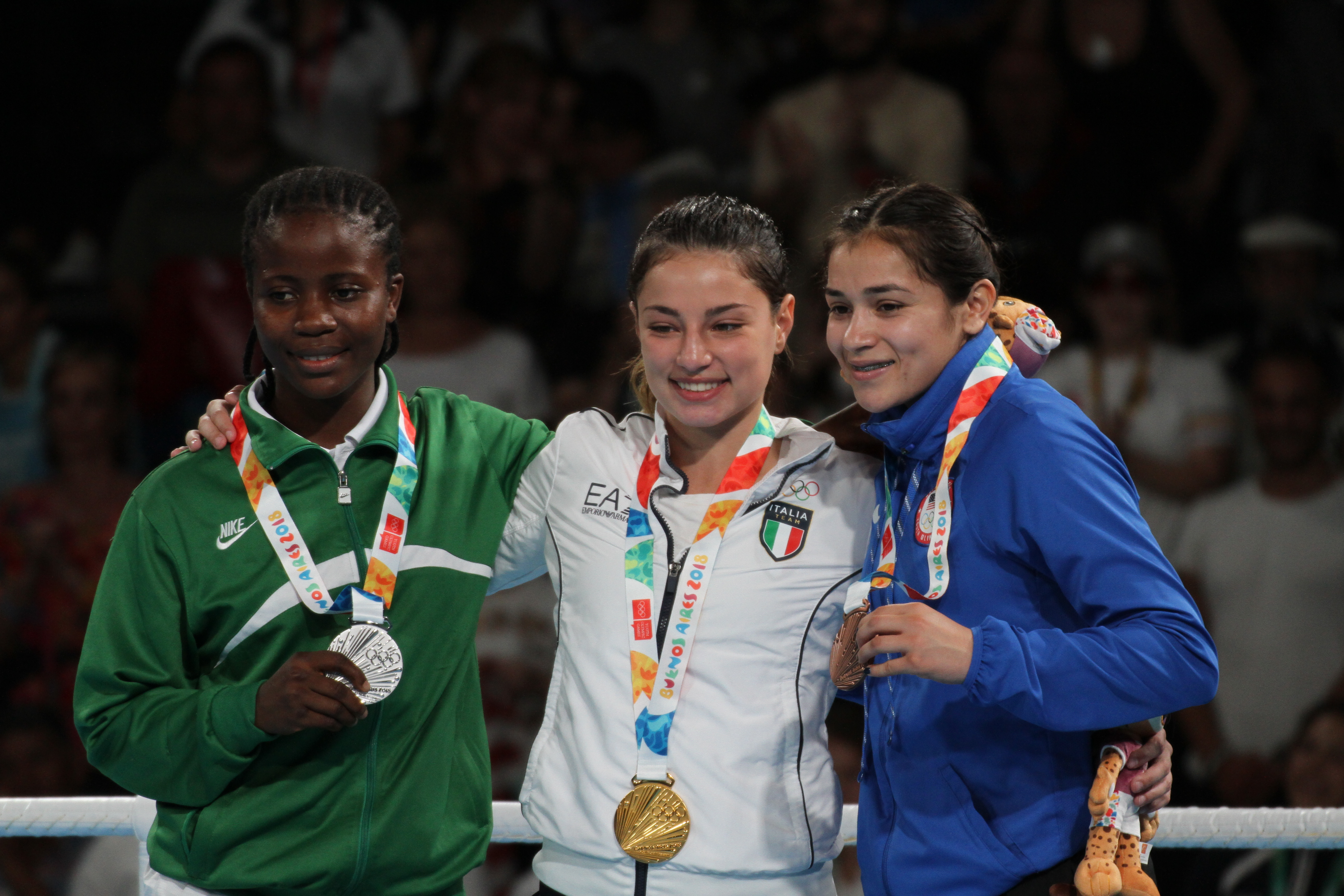
Girls' flyweight Victory Ceremony

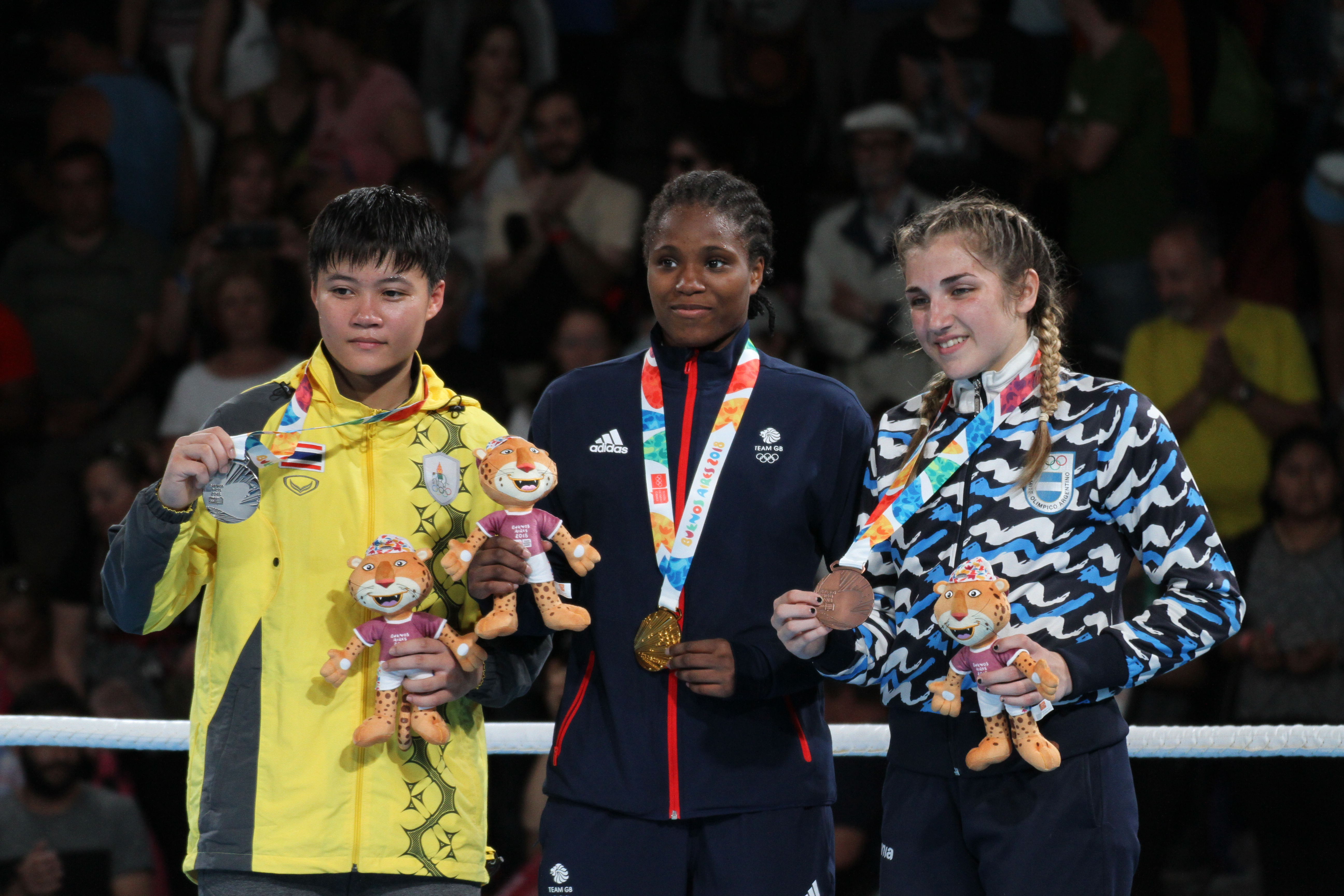
Girls' lightweight Victory Ceremony

### Maschili
| Specialità                 | Oro                | Argento           | Bronzo                  |
| Pesi mosca (49-52 kg)      | Ivan Price         | Sarawut Sukthet   | Luiz Chalot De Oliveira |
| Pesi gallo (56 kg)         | Abdumalik Khalokov | Maksym Halinichev | Mirco Cuello            |
| Pesi leggeri (60 kg)       | Atichai Phoemsap   | Taras Bondarchuk  | Nurlan Safarov          |
| Pesi superleggeri (64 kg)  | Ilia Popov         | Talgat Shaiken    | Hassan Azim             |
| Pesi welter (69 kg)        | Brian Arregui      | Yassine Elouarz   | Jakhongir Rakhmonov     |
| Pesi medi (75 kg)          | Keno Machado       | Farid Douibi      | Weerapon Jongjoho       |
| Pesi mediomassimi (81 kg)  | Karol Itauma       | Ruslan Kolesnikov | Timur Merjanov          |
| Pesi massimi (91 kg)       | Aibek Oralbay      | Mohamed Hacid     | Alvin Canales           |
| Pesi supermassimi (+91 kg) | Aleksei Dronov     | Damir Toibay      | Ahmed Elsawy Awad Elbaz |

### Femminili
| Specialità              | Oro                  | Argento                    | Bronzo           |
| Pesi mosca (48–51 kg)   | Martina La Piana     | Adijat Gbadamosi           | Heaven Garcia    |
| Pesi piuma (54–57 kg)   | Panpatchara Somnuek  | Jennifer Carrillo Carrillo | Dearbhla Rooney  |
| Pesi leggeri (57–60 kg) | Caroline Dubois      | Porntip Buapa              | Oriana Saputo    |
| Pesi medi (69–75 kg)    | Anastasiia Shamonova | Tallya Brillaux            | Nadezhda Ryabets |